# Lego Art
 (mai 2023).
La mise en forme du texte ne suit pas les recommandations de Wikipédia : il faut le « wikifier ».
Les points d'amélioration suivants sont les cas les plus fréquents. Le détail des points à revoir est peut-être précisé sur la page de discussion.
- Les titres sont pré-formatés par le logiciel. Ils ne sont ni en capitales, ni en gras.
- Le texte ne doit pas être écrit en capitales (les noms de famille non plus), ni en gras, ni en italique, ni en « petit »…
- Le gras n'est utilisé que pour surligner le titre de l'article dans l'introduction, une seule fois.
- L'italique est rarement utilisé : mots en langue étrangère, titres d'œuvres, noms de bateaux, etc.
- Les citations ne sont pas en italique mais en corps de texte normal. Elles sont entourées par des guillemets français : « et ».
- Les listes à puces sont à éviter, des paragraphes rédigés étant largement préférés. Les tableaux sont à réserver à la présentation de données structurées (résultats, etc.).
- Les appels de note de bas de page (petits chiffres en exposant, introduits par l'outil «  Source ») sont à placer entre la fin de phrase et le point final[comme ça].
- Les liens internes (vers d'autres articles de Wikipédia) sont à choisir avec parcimonie. Créez des liens vers des articles approfondissant le sujet. Les termes génériques sans rapport avec le sujet sont à éviter, ainsi que les répétitions de liens vers un même terme.
- Les liens externes sont à placer uniquement dans une section « Liens externes », à la fin de l'article. Ces liens sont à choisir avec parcimonie suivant les règles définies. Si un lien sert de source à l'article, son insertion dans le texte est à faire par les notes de bas de page.
- La présentation des références doit suivre les conventions bibliographiques. Il est recommandé d'utiliser les modèles {{Ouvrage}}, {{Chapitre}}, {{Article}}, {{Lien web}} et/ou {{Bibliographie}}. Le mode d'édition visuel peut mettre en forme automatiquement les références.
- Insérer une infobox (cadre d'informations à droite) n'est pas obligatoire pour parachever la mise en page.

Pour une aide détaillée, merci de consulter Aide:Wikification.
Si vous pensez que ces points ont été résolus, vous pouvez retirer ce bandeau et améliorer la mise en forme d'un autre article.
Lego Art est une gamme du jouet de construction Lego introduit en 2020 destinée aux adultes. Elle propose des ensembles basés sur des personnalités et des personnages emblématiques de la culture pop, permettant aux constructeurs de les reproduire dans un format de type mosaïque à l'aide de pièces Lego 1x1. Après le lancement de Lego DOTS, une gamme principalement destinée aux enfants, Lego Art est le deuxième concept créatif de tuiles 2D à être lancé par The Lego Group en août 2020,.

## Aperçu
La gamme de produits se concentre principalement sur des portraits d'œuvres d'art. Chaque ensemble mesure 48 x 48 plots et contient au moins 2 900 pièces. Construite sur six à neuf plaques de base 16x16 et reliées par des broches Lego Technic, chaque mosaïque est formée à l'aide de plots ronds 1x1 ou de plaques rondes 1x1. Bien que chaque ensemble offre plus d'une variation de conception, ils ne peuvent pas être construits simultanément. Certains sets donnent également la possibilité de combiner plusieurs variations du même produit pour créer une œuvre encore plus grande. Un élément de suspension murale est inclus pour que les constructeurs puissent accrocher la mosaïque sur un mur une fois terminée. De plus, un nouveau séparateur de briques plus grand est aussi introduit dans ce thème. Par ailleurs, chaque set comprend un carreau imprimé exclusif de dimensions 2x4, avec la signature ou le logo respectif de la mosaïque, qui peut être ajouté au coin de la mosaïque terminée,,.
Des podcasts ou des bandes sonores destinés à être écoutés lors de la construction des mosaïques sont disponibles en ligne après l'achat d'un set. Ils proposent des fichiers audio de créateurs ou d'experts discutant de l'inspiration derrière chaque design ou du sujet présenté dans la mosaïque,.
En 2023, Cooper Wright a établi le record Guinness du plus rapide pour compléter la carte du monde (numéro de série : 31203) en 9 heures, 14 minutes et 49 secondes.

## Développement
Lego Art est un nouveau thème du groupe Lego qui fait partie d'une stratégie visant à créer de nouveaux produits pour plaire aux adultes, dont certains n'ont jamais travaillé avec des éléments Lego auparavant. La créatrice de modèles Kitt Grace Kossmann explique : "Nous avons fait quelque chose avec les instructions de construction qui est différente de ce à quoi nous sommes habitués", et a poursuivi : "Il y a une barre de couleur et cette barre de couleur est représentée par tous les différents sacs, donc quand vous construisez, c'est beaucoup plus facile. Vous pouvez dire "numéro sept, c'était le bleu clair", alors vous pouvez voir ici, ainsi que les couleurs, il y a des chiffres dessus." 
Lego Art introduit de nouveaux éléments exclusifs, une palette de couleurs élargie et constitue un point d'entrée pour les nouveaux fans. La créatrice de modèles Kitt Grace Kossmann a expliqué : "Certaines d'entre elles sont jusqu'à quatre à sept pour cent d'éléments supplémentaires, donc vous obtenez beaucoup de briques supplémentaires", et a poursuivi : "Où vous pouvez réutiliser, comme vous pouvez le voir par exemple dans The Beatles, la couleur de la peau était facile à mélanger et à faire sur chacun d'eux, alors par exemple Marilyn Monroe où vous avez des arrière-plans différents, vous aviez besoin d'une couleur de rechange. Dans celui-là, j'ai dû utiliser plus de briques supplémentaires que dans The Beatles. Je ne dirais pas que nous avons fait des compromis, nous avons décidé de le rendre aussi bon que possible." 
Au cours du processus de développement du thème Lego Art, la modéliste Kitt Grace Kossmann a expliqué : « L'une des raisons pour lesquelles certains d'entre eux ont des tuiles est en fait les assiettes, quand vous les regardez, elles ont l'air beaucoup plus lisses, elles avaient vraiment l'air bien . Mais je pense aussi que celui avec les clous s'adresse aussi aux fans de Lego, être un fan de Star Wars et un fan de Lego est vraiment bien combiné dans celui-là, alors que celui-ci est peut-être plus attrayant pour les non-super fans." 
Samuel Johnson, responsable de Lego Art Design, a expliqué que la combinaison de plots ronds 1x1 et des tuiles rondes 1x1 sur la même mosaïque permet d'obtenir des effets d'ombrage uniques et a expliqué : "C'est quelque chose qui a été pris en compte lors du développement et nous ne pouvons pas exclure la possibilité de les combiner à l'avenir. Cependant, cela peut poser des problèmes lors de l'élaboration des instructions de construction, car il peut être difficile de différencier les plots ronds 1x1 des tuiles rondes 1x1 de la même couleur. Le problème devient encore plus important dans ces ensembles puisque leurs instructions présentent une vue de dessus inhabituelle, montrant la mosaïque en deux dimensions." 
Samuel Johnson, responsable de la conception artistique de Lego, a expliqué que les bandes sonores accompagnaient chaque modèle individuellement et a expliqué : "Chaque ensemble comprend sa propre bande sonore qui a été développée exclusivement pour ces produits. Les instructions de construction comportent un code QR pour accéder à la bande sonore et elles durent environ quatre-vingt-dix minutes. Ils discutent de l'arrière-plan derrière les sujets en cours de construction. 31200 Star Wars The Sith, par exemple, présente des commentaires d'employés de Lucasfilm sur la conception de chaque personnage et son développement original. De plus, les bandes sonores se terminent par des interviews de designers afin que les créateurs de chaque mosaïque puissent fournir des informations sur la production de Lego Art." 

## Lancement
Le thème Lego Art a été annoncé le 24 août 2020 aux États-Unis. Dans le cadre de la campagne de marketing, le groupe Lego a publié quatre jeux de construction.

## Jeux de construction

### Marilyn Monroe d'Andy Warhol
Sorti le 1er août 2020, Marilyn Monroe d'Andy Warhol (numéro de série : 31197) est basé sur la peinture Marilyn Diptych d'Andy Warhol. Il est composé de 3341 pièces et offre aux constructeurs quatre options de couleurs différentes. La bande originale qui l'accompagne comprend des entretiens avec une conservatrice du musée Andy Warhol nommée Jessica Black et Blake Gopnik, un critique d'art,,. En août 2021, le groupe Lego a annoncé que Marilyn Monroe d'Andy Warhol allait être enlevé du marché.

### Les Beatles
Sorti le 1er août 2020, The Beatles (numéro de série: 31198) est basé sur le groupe de rock anglais The Beatles. Il est composé de 2933 pièces et offre aux constructeurs la possibilité de recréer l'un des quatre membres du groupe de rock. La bande originale qui l'accompagne comprend des entretiens avec un diffuseur et expert des Beatles nommé Geoff Lloyd, une journaliste britannique et fan des Beatles nommée Samira Ahmed, et Nish Kumar, un comédien, présentateur de télévision et fan des Beatles,. En août 2021, le groupe Lego a annoncé que les Beatles avait été retiré du marché.

### Studios Marvel Iron Man
Sorti le 1er août 2020, Studios Marvel Iron Man (numéro de série : 31199) est basé sur le super-héros fictif de Marvel Comics, Iron Man. Le set est composé de 3167 pièces et offre aux constructeurs la possibilité de recréer l'une des variantes du costume d'Iron Man, à savoir le MK-III, le MK-83 et le Hulkbuster MK-I. Trois exemplaires du même ensemble peuvent également être combinés pour créer une pièce ultime d'Iron Man. La bande-son qui l'accompagne comprend des entretiens avec l'ancien rédacteur en chef de Marvel, Roy Thomas, et Alex Grand, un expert de Marvel et animateur du podcast "Comic Book Historians",,,. En août 2021, le groupe Lego a annoncé que Marvel Studios Iron Man allait être retiré le 31 décembre 2021.

### Star Wars Le Sith
Sorti le 1er août 2020, Star Wars Les Sith (numéro de série : 31200) est basé sur les principaux antagonistes de Star Wars. Il est composé de 3406 pièces et offre aux constructeurs la possibilité de recréer l'un des trois personnages de Star Wars, à savoir Dark Maul, Kylo Ren et Dark Vador. Trois exemplaires du même set peuvent être combinés pour créer une pièce ultime de Dark Vador. La bande-son qui l'accompagne comprend des entretiens avec le vice-président et directeur exécutif de Lucasfilm, Doug Chiang, et Glyn Dillion, créateur du design de Kylo Ren,,. En août 2021, le groupe Lego a annoncé que Star Wars The Sith avait été retiré le 31 décembre 2021.

### Emblèmes de Poudlard Harry Potter
Sorti le 1er janvier 2021, Harry Potter Hogwarts Crests (numéro de série: 31201) est basé sur les écussons des maisons de Poudlard dans Harry Potter. Le set lego est composé de 4249 pièces et offre aux constructeurs la possibilité de recréer l'un des quatre écussons de la maison de Poudlard, à savoir Gryffondor, Serpentard, Poufsouffle et Serdaigle. Quatre exemplaires du même ensemble peuvent également être combinés pour créer un écusson ultime du logo de Poudlard. La bande-son qui l'accompagne comprend des entretiens avec les graphistes des films Harry Potter et les Animaux fantastiques, Miraphora Mina, et Eduardo Lima, le directeur créatif des films Harry Potter, Alan Gilmore, et le chef accessoiriste des films Harry Potter et des Animaux fantastiques, Pierre Bohanna,,. Plus tard, en avril 2021, Lego a publié un autre ensemble d'instructions pour fournir aux constructeurs des options de construction supplémentaires, à savoir la chouette Hedwige, le panneau de la Platforme 9¾ et le Vif d'Or. En août 2021, le groupe Lego a annoncé que Harry Potter Hogwarts Crests (numéro de sé : 31201) serait retiré des rayons le 31 décembre 2023.

### Mickey Mouse de Disney
Sorti le 1er janvier 2021, Disney's Mickey Mouse (numéro de série : 31202) est basé sur les personnages de dessins animés Disney de Mickey Mouse et Minnie Mouse. Il est composé de 2658 pièces et offre aux constructeurs la possibilité de recréer Mickey ou Minnie Mouse. Deux exemplaires du même ensemble peuvent également être combinés pour créer une pièce unie Mickey Mouse et Minnie Mouse. La bande-son qui l'accompagne comprend des entretiens avec le directeur créatif et artiste du personnage de Disney, David Pacheco, l'artiste du personnage de Disney, Jeff Shelly, le principal artiste du personnage de Disney, Brian Blackmore, et l'artiste principal du personnage de Disney, Ron Cohee,,. Plus tard, en avril 2021, Lego a publié un autre ensemble d'instructions pour fournir aux constructeurs des options supplémentaires pour recréer les personnages. En août 2021, le groupe Lego a annoncé que Mickey Mouse de Disney serait retiré du marché le 31 décembre 2023.

### Carte du monde
Sorti le 1er juin 2021, World Map (numéro de série: 31203), avec un total de 11695 pièces, est le set Lego avec le plus de pièces à ce jour, où les constructeurs peuvent recréer une carte du monde. Les constructeurs peuvent également personnaliser l'apparence des océans, soit en suivant des instructions inspirées de la cartographie bathymétrique du fond de l'océan, soit en les plaçant à leur guise. Les tuiles peuvent être réarrangées pour créer trois versions différentes de la carte, chacune étant centrée sur un continent différent. L'ensemble comprend aussi des épingles personnalisables en briques permettant aux constructeurs de marquer des destinations sur la carte. La bande sonore qui l'accompagne comprend des interviews et des récits de voyage de blogueurs et d'aventuriers tels que Torbjørn C. Pedersen, qui est la première personne à visiter tous les pays du monde en un seul voyage sans prendre l'avion,,,,. Le 10 septembre 2021, le groupe Lego avait publié des instructions pour deux nouvelles versions alternatives de la carte du monde (numéro de jeu : 31203) : le Danemark et l'Europe. En août 2021, le groupe Lego a annoncé que la carte du monde serait retiré du marché le 31 décembre 2023.

### Projet artistique - Créer ensemble
Sorti le 18 octobre 2021, Art Project - Create Together (set number: 21226), avec un total de 4138 pièces, est le premier set à ne pas être basé sur un thème sous licence et offre aux constructeurs la possibilité de recréer un total de 37 designs différents être construit et combiné en une plus grande mosaïque,,. En septembre 2022, Art Project - Create Together a été retiré fin 2022.

### Elvis Presley "The King"
Sorti le 1er mars 2022, Elvis Presley "The King" (numéro de série : 31204) est basé sur Elvis Presley, un chanteur et acteur américain surnommé le " King of Rock and Roll ". Il est composé de 3445 pièces et offre aux constructeurs la possibilité de recréer l'une des trois options différentes d'Elvis Presley. Trois du même ensemble peuvent également être combinés pour créer Elvis Presley jouant de la guitare,,. En septembre 2022, Elvis Presley 'The King' a étéretir  fin2022.

### Collection Jim Lee Batman
Sorti le 1er mars 2022, Jim Lee Batman Collection (numéro de série : 31205) est basé sur le super-héros de DC Comics, Batman conçu par Jim Lee. Il est composé de 4167 pièces et offre aux constructeurs la possibilité de recréer l'un des trois personnages de DC Universe, à savoir Batman, The Joker et Harley Quinn. Deux du même ensemble peuvent également être combinés pour créer une pièce Batman et Catwoman. De plus, trois exemplaires du même ensemble peuvent également être combinés pour créer une pièce Batman ultime,,. Dans une interview, Jim Lee a déclaré: "Nous avons notre style et alors comment le traduisez-vous compte tenu de ces paramètres, tout en le rendant visuellement esthétiquement cool, mais aussi le nôtre de manière reconnaissable et je pense que c'était un gros obstacle", et a poursuivi, « Tout d'abord, il s'agissait de convertir l'état d'esprit vers un médium différent. Et savoir que l'image était au format carré était l'une des plus grandes considérations.

### Rolling Stones
Sorti le 1er juin 2022, Rolling Stones (numéro de série : 31206) est basé sur le groupe de rock anglais The Rolling Stones. Il se compose de 1998 pièces,,. La bande sonore qui l'accompagne comprend des entrevues avec le graphiste John Pasche,. John Pasche a commenté: «Qui aurait cru, il y a 50 ans impairs… que le design serait transformé en une pièce Lego. Ouah!" . Fiorella Groves, responsable de la conception de Lego, a expliqué: «Étant donné que le logo de la langue est l'un des logos les plus reconnus, notre plus grand défi était de comprendre comment nous pouvions obtenir le design Lego Art aussi proche que possible de l'original. Les ensembles précédents ont été créés avec des carreaux Lego ronds 1 × 1 sous forme de mosaïque, mais cette fois, dans l'esprit d'être plus Rock 'n' Roll, nous avons utilisé le spectre complet des briques Lego pour capturer les courbes organiques que John a créées. Entendre sa réaction à notre conception finale me rend si heureux ! » ,,

### Art Floral
Sorti le 1er août 2022, Floral Art (set number: 31207), avec un total de 2870 pièces,.

### Hokusai: la grande vague
Sorti le 1er janvier 2023, Hokusai: The Great Wave (numéro de série: 31208) est basé sur l'estampe The Great Wave of Kanagawa de l'artiste japonais ukiyo-e Katsushika Hokusai. Il se compose de 1810 pièces. La bande sonore qui l'accompagne comprend des entretiens avec les conservateurs d'art Naoko Mikami et Alfred Haft.

## Réception
En juillet 2020, Lego Art a été sélectionné pour les Play Creators Awards 2020.
En septembre 2022, Jim Lee Batman Collection (numéro de set: 31205) a été répertorié sur les "Cinq des meilleurs sets Lego Batman pour Batman Day 2022 " par le site de fans de Lego BrickFanatics.
En février 2023, World Map (numéro de set: 31203) a été répertorié comme "Les plus grands sets Lego de tous les temps" par le site de fans de Lego Brick Fanatics.